# Піруґ
Піруґ (пол. Piróg) — село в Польщі, у гміні Стромець Білобжезького повіту Мазовецького воєводства.
Населення — 153 особи (2011).
У 1975—1998 роках село належало до Радомського воєводства.

## Демографія
Демографічна структура станом на 31 березня 2011 року:
|          | Загалом | Допрацездатний вік | Працездатний вік | Постпрацездатний вік |
| -------- | ------- | ------------------ | ---------------- | -------------------- |
| Чоловіки | 80      | 13                 | 61               | 6                    |
| Жінки    | 73      | 16                 | 36               | 21                   |
| Разом    | 153     | 29                 | 97               | 27                   |